# Wapen van Walhain

Het wapen van Walhain

Het wapen van Walhain is het gemeentelijke wapen van de Belgische gemeente Walhain. De Waals-Brabantse gemeente heeft het wapen in 1981 officieel toegekend gekregen.

## Geschiedenis
Walhain is als fusiegemeente ontstaan uit de gemeenten Nil-Saint-Vincent-Saint-Martin, Tourinnes-Saint-Lambert en Walhain-Saint-Paul. Van deze gemeenten had alleen Tourinnes-Saint-Lambert een wapen, dat is in ongewijzigde vorm overgenomen door Walhain.
Tourinnes-Saint-Lambert gebruikte reeds in 1693 een zegel waar het kruis op staat. Het breedarmige kruis is afkomstig van de Trinitariërs. Een deel van het dorp was indertijd ook in eigendom van die orde.
Het wapen werd officieel op 1 oktober 1981 aan de gemeente Walhain toegekend.

## Blazoenering
De beschrijving van het wapen luidt als volgt:
D'argent à une croix pattée et alésée, au montant de gueules brochant sur la traverse d'azur.
Van zilver een verkort breedarmig kruis, de armen concaaf, de staander van keel snijdend over de arm van azuur.
De heraldische kleuren zijn zilver (wit), keel (rood) en azuur (blauw). 